# Sainte-Foy-de-Longas
Pour les articles homonymes, voir Sainte-Foy.
Sainte-Foy-de-Longas est une commune française située dans le département de la Dordogne, en région Nouvelle-Aquitaine.

## Géographie

### Généralités
La commune de Sainte-Foy-de-Longas se situe dans le sud du département de la Dordogne, en Bergeracois.
À l'intersection des routes départementales (RD) 8 et 32 et baigné par la Louyre, le bourg de Sainte-Foy-de-Longas est situé, en distances orthodromiques, dix kilomètres au nord-nord-est de Lalinde, quatorze kilomètres à l'ouest du Bugue et quinze kilomètres au nord-ouest du Buisson-de-Cadouin.
Le territoire communal est parcouru par le GR de Pays entre Dordogne, Louyre et Lindois sur une dizaine de kilomètres, passant par le bourg et le château de Longas.

### Communes limitrophes
Sainte-Foy-de-Longas est limitrophe de cinq autres communes.
|                          | Val de Louyre et Caudeau |        |
| Saint-Marcel-du-Périgord | Sainte-Foy-de-Longas     |        |
| Pressignac-Vicq          | Mauzac-et-Grand-Castang  | Pezuls |

### Géologie et relief

#### Géologie
Situé sur la plaque nord du Bassin aquitain et bordé à son extrémité nord-est par une frange du Massif central, le département de la Dordogne présente une grande diversité géologique. Les terrains sont disposés en profondeur en strates régulières, témoins d'une sédimentation sur cette ancienne plate-forme marine. Le département peut ainsi être découpé sur le plan géologique en quatre gradins différenciés selon leur âge géologique. Sainte-Foy-de-Longas est située dans le troisième gradin à partir du nord-est, un plateau formé de calcaires hétérogènes du Crétacé.
Les couches affleurantes sur le territoire communal sont constituées de formations superficielles du Quaternaire datant du Cénozoïque et de roches sédimentaires du Mésozoïque. La formation la plus ancienne, notée c5c, date du Campanien 3, une alternance de marnes à glauconie et de calcaires crayo-marneux jaunâtres. La formation la plus récente, notée CFvs, fait partie des formations superficielles de type colluvions carbonatées de vallons secs : sable limoneux à débris calcaires et argile sableuse à débris. Le descriptif de ces couches est détaillé dans  la feuille « no 807 - Le Bugue » de la carte géologique au 1/50 000 de la France métropolitaine, et sa notice associée.

Carte géologique de Sainte-Foy-de-Longas.

#### Relief et paysages
Le département de la Dordogne se présente comme un vaste plateau incliné du nord-est (491 m, à la forêt de Vieillecour dans le Nontronnais, à Saint-Pierre-de-Frugie) au sud-ouest (2 m à Lamothe-Montravel). L'altitude du territoire communal varie quant à elle entre 110 mètres à l'extrême ouest, en aval du lieu-dit Moulin Pommier, là où la Louyre quitte la commune et entre sur celle de Saint-Marcel-du-Périgord, et 219 mètres, un kilomètre et demi au sud-est du bourg, au lieu-dit Bois des Cagermes.
Dans le cadre de la Convention européenne du paysage entrée en vigueur en France le 1er juillet 2006, renforcée par la loi du 8 août 2016 pour la reconquête de la biodiversité, de la nature et des paysages, un atlas des paysages de la Dordogne a été élaboré sous maîtrise d’ouvrage de l’État et publié en octobre 2020. Les paysages du département s'organisent en huit unités paysagères,. La commune fait partie du Périgord central, un paysage vallonné, aux horizons limités par de nombreux bois, plus ou moins denses, parsemés de prairies et de petits champs.
La superficie cadastrale de la commune publiée par l'Insee, qui sert de référence dans toutes les statistiques, est de 16,18 km2,. La superficie géographique, issue de la BD Topo, composante du Référentiel à grande échelle produit par l'IGN, est quant à elle de 16,21 km2.

### Hydrographie

#### Réseau hydrographique
La commune est située dans le bassin de la Dordogne au sein du Bassin Adour-Garonne. Elle est drainée par la Louyre, le ruisseau de Barbeyrol, et par un petit cours d'eau, qui constituent un réseau hydrographique de 7 km de longueur totale,.
La Louyre, d'une longueur totale de 25,51 km, prend sa source dans la commune de Val de Louyre et Caudeau (territoire de l'ancienne commune de Cendrieux) et se jette dans le Caudeau en rive gauche sur la commune de Lamonzie-Montastruc. Elle traverse la commune d'est en ouest sur plus de deux kilomètres.
En rive gauche, son affluent principal le ruisseau de Barbeyrol arrose le territoire communal au sud sur 600 mètres.

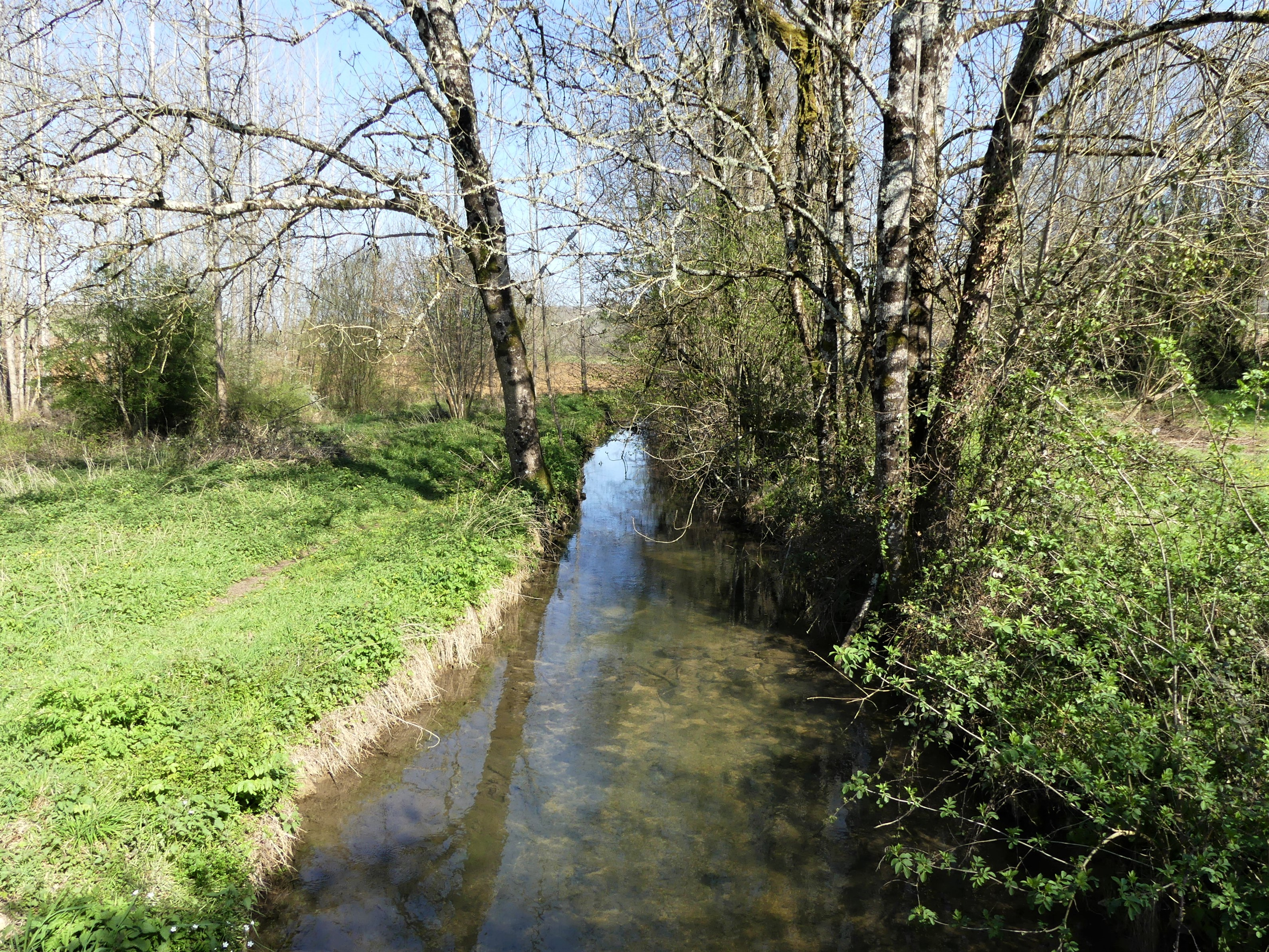
La Louyre au sud du lieu-dit les Versannes.
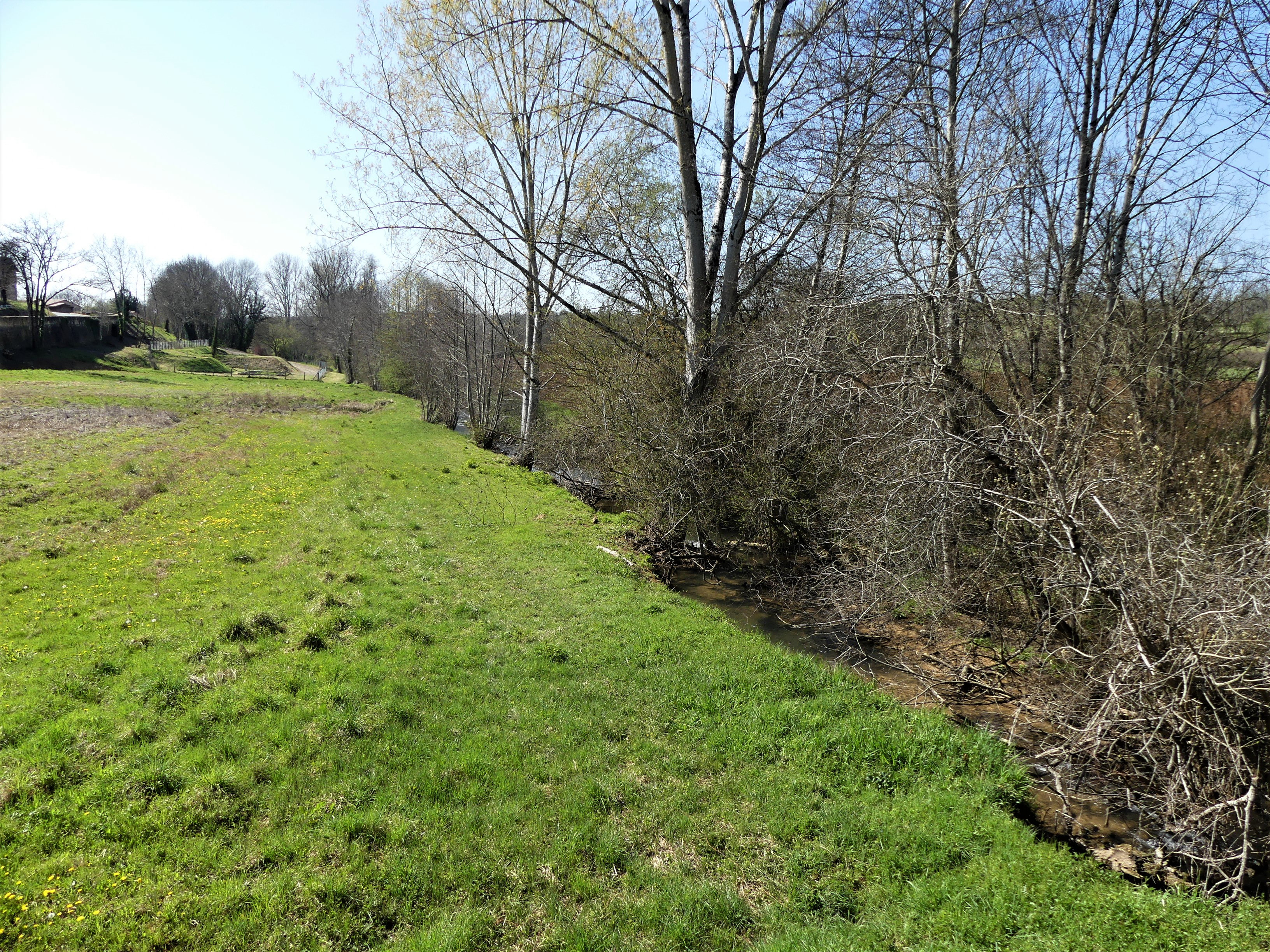
La vallée de la Louyre au pont de la RD 8.
Réseaux hydrographique et routier de Sainte-Foy-de-Longas.

#### Gestion et qualité des eaux
Le territoire communal est couvert par le schéma d'aménagement et de gestion des eaux (SAGE) « Dordogne Atlantique ». Ce document de planification, dont le territoire correspond au sous‐bassin le plus aval du bassin versant de la Dordogne (aval de la confluence Dordogne - Vézère)., d'une superficie de 2 700 km2 est en cours d'élaboration. La structure porteuse de l'élaboration et de la mise en œuvre est l'établissement public territorial de bassin de la Dordogne (EPIDOR). Il définit sur son territoire les objectifs généraux d’utilisation, de mise en valeur et de protection quantitative et qualitative des ressources en eau superficielle et souterraine, en respect des objectifs de qualité définis dans le troisième SDAGE  du Bassin Adour-Garonne qui couvre la période 2022-2027, approuvé le 10 mars 2022.
La qualité des eaux de baignade et des cours d’eau peut être consultée sur un site dédié géré par les agences de l’eau et l’Agence française pour la biodiversité.

### Climat
Pour des articles plus généraux, voir Climat de la Nouvelle-Aquitaine et Climat de la Dordogne.
Historiquement, la commune est exposée à un climat océanique aquitain.  
En 2020, Météo-France publie une typologie des climats de la France métropolitaine dans laquelle la commune est exposée à un climat océanique altéré et est dans la région climatique  Aquitaine, Gascogne, caractérisée par une pluviométrie abondante au printemps, modérée en automne, un faible ensoleillement au printemps, un été chaud (19,5 °C), des vents faibles, des brouillards fréquents en automne et en hiver et des orages fréquents en été (15 à 20 jours).
Pour la période 1971-2000, la température annuelle moyenne est de 12,3 °C, avec  une amplitude thermique annuelle de 15,2 °C. Le cumul annuel moyen de précipitations est de 902 mm, avec 11,9 jours de précipitations en janvier et 6,8 jours en juillet. Pour la période 1991-2020, la température moyenne annuelle observée sur la station météorologique la plus proche, située sur la commune de Bergerac à 23 km à vol d'oiseau, est de 13,2 °C et le cumul annuel moyen de précipitations est de 792,9 mm,. Pour l'avenir, les paramètres climatiques de la commune estimés pour 2050 selon différents scénarios d’émission de gaz à effet de serre sont consultables sur un site dédié publié par Météo-France en novembre 2022.

### Milieux naturels et biodiversité

#### Espaces protégés
La protection réglementaire est le mode d’intervention le plus fort pour préserver des espaces naturels remarquables et leur biodiversité associée,.
La commune fait partie du bassin de la Dordogne, un territoire d'une superficie de 24 000 km2 reconnu réserve de biosphère par l'UNESCO en juillet 2012 et se situe dans sa « zone de transition ».

#### Réseau Natura 2000
Le réseau Natura 2000 est un réseau écologique européen de sites naturels d'intérêt écologique élaboré à partir des directives habitats et oiseaux, constitué de zones spéciales de conservation (ZSC) et de zones de protection spéciale (ZPS).
Aucun site Natura 2000 n'a été défini sur la commune.

#### Zones naturelles d'intérêt écologique, faunistique et floristique
L'inventaire des zones naturelles d'intérêt écologique, faunistique et floristique (ZNIEFF) a pour objectif de réaliser une couverture des zones les plus intéressantes sur le plan écologique, essentiellement dans la perspective d’améliorer la connaissance du patrimoine naturel national et de fournir aux différents décideurs un outil d’aide à la prise en compte de l’environnement dans l’aménagement du territoire.
En 2022, une ZNIEFF est recensée sur la commune d’après l'INPN.
Le site « coteaux xérothermiques de Sainte-Foy-de-Longas » est une zone naturelle d'intérêt écologique, faunistique et floristique (ZNIEFF) de type 1, partagée avec les communes de  Saint-Félix-de-Villadeix, Saint-Marcel-du-Périgord et Val de Louyre et Caudeau. Sur Sainte-Foy-de-Longas, elle est morcelée en neuf sites séparés, tous correspondant à des coteaux situés en rive droite de la Louyre. Dans cette zone, neuf espèces d'oiseaux ont été recensées (dont deux protégées au titre de la directive habitats de l'Union européenne), ainsi que huit espèces de plantes phanérogames dont une déterminante, le Thésium couché (Thesium humifusum).

## Urbanisme

### Typologie
Au 1er janvier 2024, Sainte-Foy-de-Longas est catégorisée commune rurale à habitat très dispersé, selon la nouvelle grille communale de densité à 7 niveaux définie par l'Insee en 2022.
Elle est située hors unité urbaine. Par ailleurs la commune fait partie de l'aire d'attraction de Bergerac, dont elle est une commune de la couronne,. Cette aire, qui regroupe 73 communes, est catégorisée dans les aires de 50 000 à moins de 200 000 habitants,.

### Occupation des sols
L'occupation des sols de la commune, telle qu'elle ressort de la base de données européenne d’occupation biophysique des sols Corine Land Cover (CLC), est marquée par l'importance des forêts et milieux semi-naturels (50,9 % en 2018), une proportion identique à celle de 1990 (50,9 %). La répartition détaillée en 2018 est la suivante : 
forêts (48,2 %), zones agricoles hétérogènes (37,5 %), terres arables (5,8 %), prairies (5,7 %), milieux à végétation arbustive et/ou herbacée (2,7 %). L'évolution de l’occupation des sols de la commune et de ses infrastructures peut être observée sur les différentes représentations cartographiques du territoire : la carte de Cassini (XVIIIe siècle), la carte d'état-major (1820-1866) et les cartes ou photos aériennes de l'IGN pour la période actuelle (1950 à aujourd'hui).

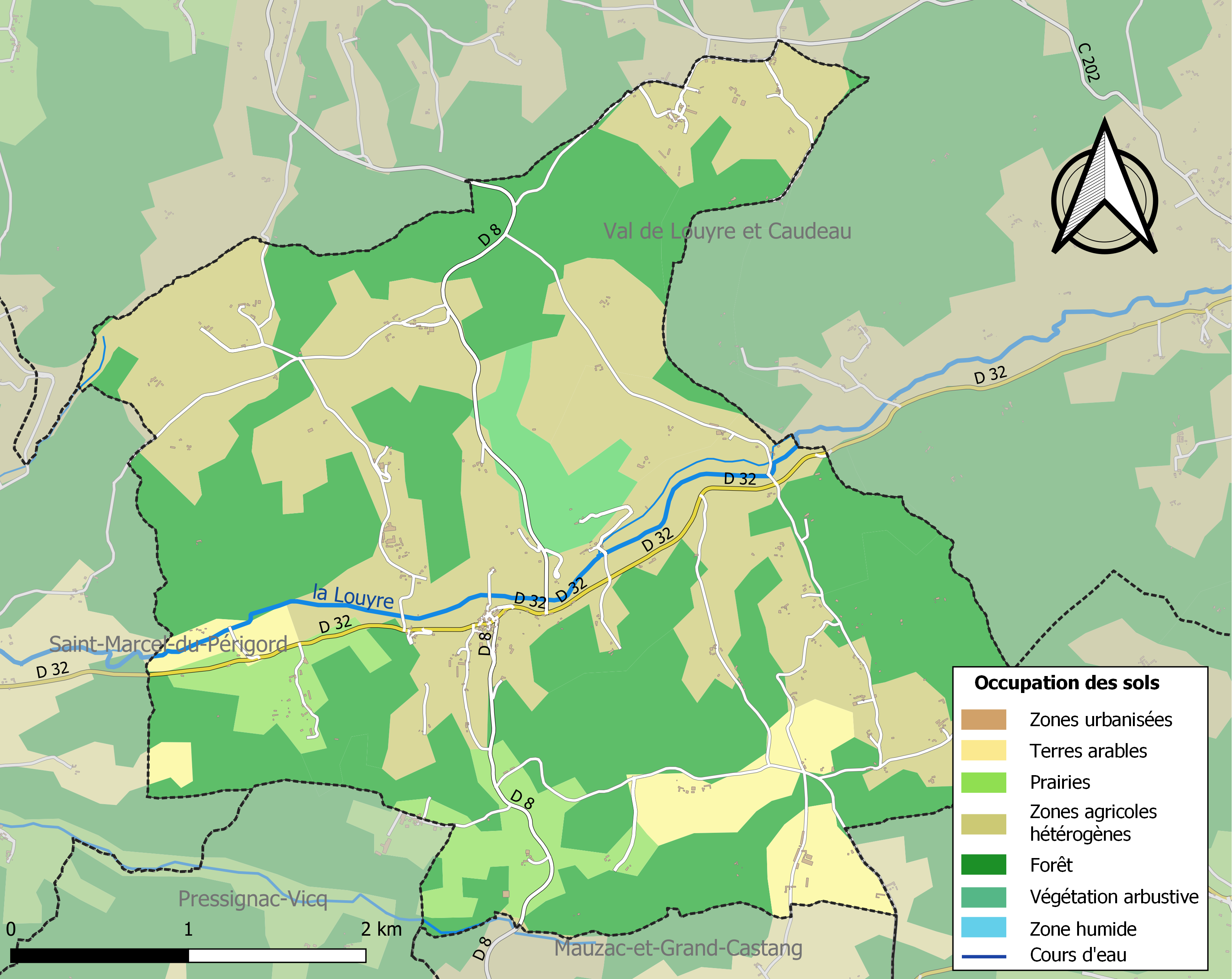
Carte des infrastructures et de l'occupation des sols de la commune en 2018 (CLC).

### Villages, hameaux et lieux-dits
Outre le bourg de Sainte-Foy-de-Longas proprement dit, le territoire se compose d'autres villages ou hameaux, ainsi que de lieux-dits :
- la Barbancenne
- les Bascoups
- les Bayles
- la Bérénie
- les Bertrandes
- Bois des Cagermes
- les Bories
- Bounotte
- Bressac
- la Cabanne
- la Cadenalie
- Camberoux
- le Cayrou
- Château de Longas
- Combe de Lol
- le Condu
- la Crambe
- le Deffé
- la Fagette
- les Fargues
- les Faures
- la Feuillade
- Font-Évêque
- la Forêt
- la Frestal
- le Genebrié
- les Grèzes
- Labrousse
- Lamaurénie
- Lannaud
- Lesparre
- le Lion d'Or
- la Lisse
- Lol
- Loulmède
- Malveysset
- Montelieu
- Moulin Pommier
- l'Ortussol
- le Pech
- les Perroux
- la Petite Tuilière
- Peyrelevade
- Pique
- les Placettes
- le Reclaud
- la Reynie
- la Roque
- le Roucou
- Sudrie
- Touvents
- la Tuilière
- les Versannes
- les Veyriers
- la Vidalie
- le Vignal
- la Vignasse
- les Vignes.

### Prévention des risques
Le territoire de la commune de Sainte-Foy-de-Longas est vulnérable à différents aléas naturels : météorologiques (tempête, orage, neige, grand froid, canicule ou sécheresse), feux de forêts, mouvements de terrains et séisme (sismicité très faible). Un site publié par le BRGM permet d'évaluer simplement et rapidement les risques d'un bien localisé soit par son adresse soit par le numéro de sa parcelle.
Sainte-Foy-de-Longas est exposée au risque de feu de forêt. L’arrêté préfectoral du 14 mars 2013 fixe les conditions de pratique des incinérations et de brûlage dans un objectif de réduire le risque de départs d’incendie. À ce titre, des périodes sont déterminées : interdiction totale du 15 février au 15 mai et du 15 juin au 15 octobre, utilisation réglementée du 16 mai au 14 juin et du 16 octobre au 14 février. En septembre 2020, un plan inter-départemental de protection des forêts contre les incendies (PidPFCI) a été adopté pour la période 2019-2029,.

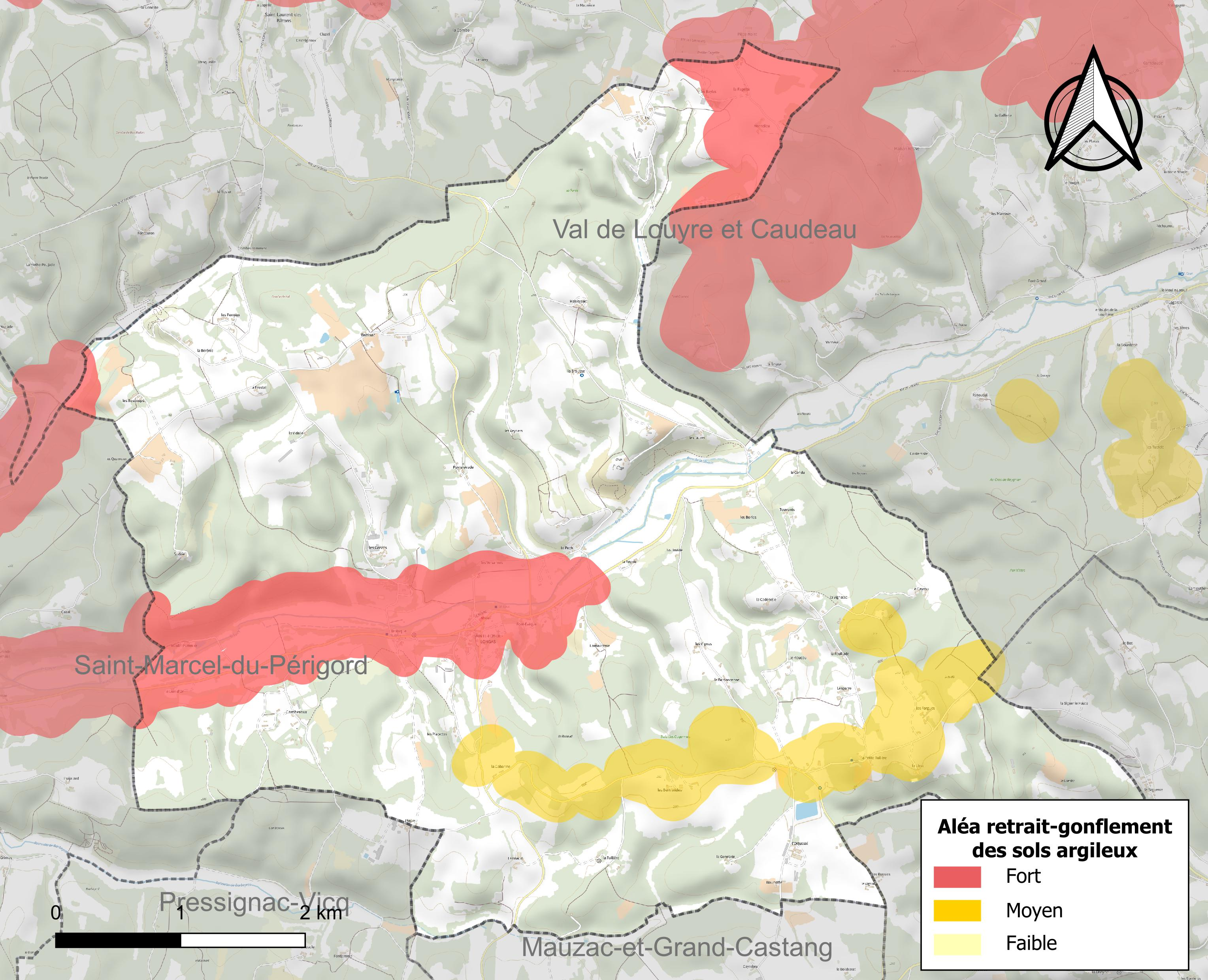
Carte des zones d'aléa retrait-gonflement des sols argileux de Sainte-Foy-de-Longas.

Les mouvements de terrains susceptibles de se produire sur la commune sont des tassements différentiels. Le retrait-gonflement des sols argileux est susceptible d'engendrer des dommages importants aux bâtiments en cas d’alternance de périodes de sécheresse et de pluie. 20,1 % de la superficie communale est en aléa moyen ou fort (58,6 % au niveau départemental et 48,5 % au niveau national métropolitain). Depuis le 1er octobre 2020, en application de la loi ÉLAN, différentes contraintes s'imposent aux vendeurs, maîtres d'ouvrages ou constructeurs de biens situés dans une zone classée en aléa moyen ou fort,.
La commune a été reconnue en état de catastrophe naturelle au titre des dommages causés par les inondations et coulées de boue survenues en 1982, 1988 et 1999 et par des mouvements de terrain en 1999.

## Toponymie
La première mention écrite connue du lieu date du XIIIe siècle sous la forme Santa Fe dans un pouillé. En 1382 apparaît une précision dans le nom Sancta Fides de Longo Vado. Le nom fait référence à Foy d'Agen, sainte martyre du IIIe – IVe siècle et à l'occitan Long Ga correspondant à un « gué long ».
En occitan, la commune se nomme Senta Fe de Long Ga.

## Histoire
Un habitat s'est développé en vallée de la Louyre dès la période gallo-romaine. À l'époque médiévale, dépendant de l'abbaye de Brantôme, un prieuré  s'est établi à Sainte Foy dont l'église du XIIe siècle subsiste. En 1156, le repaire noble de Longacum fait l'objet d'une donation à l'abbaye de Cadouin,, auquel succédera l'actuel château de Longas, bâti au XVe et XVIe siècles.
Sainte-Foy-de-Longas est une commune créée à la Révolution.

## Politique et administration

### Rattachements administratifs et électoraux
La commune de Sainte-Foy-de-Longas a, dès 1790, été rattachée au canton de Liorac qui dépendait du district de Bergerac. En 1800, le canton de Liorac est supprimé, de même que les districts, et la commune est rattachée au canton de Saint-Alvère dépendant de l'arrondissement de Bergerac. En 1972, l'orthographe du canton change pour Sainte-Alvère.
Dans le cadre de la réforme de 2014 définie par le décret du 21 février 2014, ce canton disparaît aux élections départementales de mars 2015. La commune est alors rattachée au canton de Lalinde.

### Intercommunalité
En 2002, Sainte-Foy-de-Longas intègre la communauté de communes Entre Dordogne et Louyre. Cette structure intercommunale fusionne avec quatre autres pour former au 1er janvier 2013 la communauté de communes des Bastides Dordogne-Périgord.

### Administration municipale
La population de la commune étant comprise entre 100 et 499 habitants au recensement de 2017, onze conseillers municipaux ont été élus en 2020,.

### Liste des maires

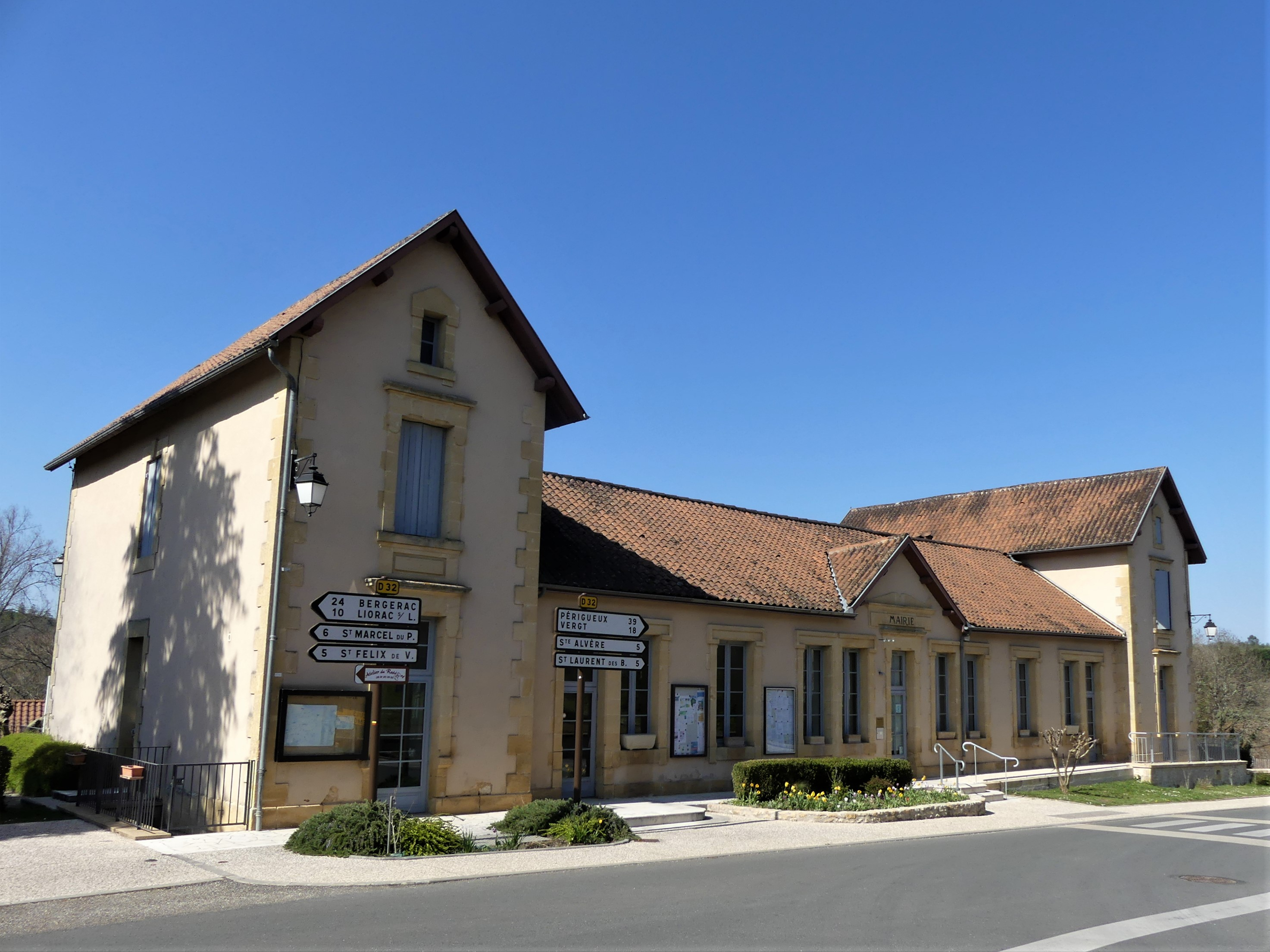
La mairie en 2022.

| Période                                  | Période  | Identité        | Étiquette | Qualité           |
| ---------------------------------------- | -------- | --------------- | --------- | ----------------- |
| Les données manquantes sont à compléter. |          |                 |           |                   |
|                                          |          |                 |           |                   |
| mars 2001 (réélu en mai 2020)            | En cours | Thierry Lascaux | SE        | Agent de maîtrise |

## Équipements et services publics

### Justice
Dans le domaine judiciaire, Sainte-Foy-de-Longas relève : 
- du tribunal judiciaire, du tribunal pour enfants, du conseil de prud'hommes et du tribunal de commerce de Bergerac ;
- du pôle Nationalité du tribunal judiciaire de Périgueux (compétent uniquement dans le domaine de la nationalité) ;
- de la cour d'appel, du tribunal administratif et de la  cour administrative d'appel de Bordeaux.

## Population et société

### Démographie
Les habitants de Sainte-Foy-de-Longas se nomment les Foyens.
L'évolution du nombre d'habitants est connue à travers les recensements de la population effectués dans la commune depuis 1793. Pour les communes de moins de 10 000 habitants, une enquête de recensement portant sur toute la population est réalisée tous les cinq ans, les populations de référence des années intermédiaires étant quant à elles estimées par interpolation ou extrapolation. Pour la commune, le premier recensement exhaustif entrant dans le cadre du nouveau dispositif a été réalisé en 2004.

En 2022, la commune comptait 244 habitants, en évolution de +3,83 % par rapport à 2016 (Dordogne : +0,37 %, France hors Mayotte : +2,11 %).
| 1793 | 1800 | 1806 | 1821 | 1831 | 1836 | 1841 | 1846 | 1851 |
| ---- | ---- | ---- | ---- | ---- | ---- | ---- | ---- | ---- |
| 781  | 725  | 789  | 709  | 710  | 768  | 750  | 719  | 821  |

| 1856 | 1861 | 1866 | 1872 | 1876 | 1881 | 1886 | 1891 | 1896 |
| ---- | ---- | ---- | ---- | ---- | ---- | ---- | ---- | ---- |
| 810  | 692  | 696  | 685  | 657  | 643  | 608  | 561  | 524  |

| 1901 | 1906 | 1911 | 1921 | 1926 | 1931 | 1936 | 1946 | 1954 |
| ---- | ---- | ---- | ---- | ---- | ---- | ---- | ---- | ---- |
| 503  | 514  | 463  | 434  | 404  | 346  | 350  | 325  | 298  |

| 1962 | 1968 | 1975 | 1982 | 1990 | 1999 | 2004 | 2006 | 2009 |
| ---- | ---- | ---- | ---- | ---- | ---- | ---- | ---- | ---- |
| 264  | 255  | 241  | 259  | 250  | 249  | 238  | 245  | 236  |

| 2014 | 2019 | 2022 | - | - | - | - | - | - |
| ---- | ---- | ---- | - | - | - | - | - | - |
| 239  | 240  | 244  | - | - | - | - | - | - |

## Économie

### Emploi
En 2018, parmi la population communale comprise entre 15 et 64 ans, les actifs représentent 102 personnes, soit 42,9 % de la population municipale. Le nombre de chômeurs (huit) a fortement diminué par rapport à 2013 (seize) et le taux de chômage de cette population active s'établit à 7,8 %.

### Établissements
Au 31 décembre 2015, la commune compte vingt-cinq établissements, dont douze au niveau des commerces, transports ou services, huit dans l'agriculture, la sylviculture ou la pêche, trois dans la construction, un dans l'industrie, et un relatif au secteur administratif.

## Culture locale et patrimoine

### Lieux et monuments
- Château de Longas, construit au XVe siècle et inscrit en 1948 au titre des monuments historiques[51].
- Église Sainte-Foy, dédiée à Foy d'Agen[65].
- Pigeonnier de Camberoux.

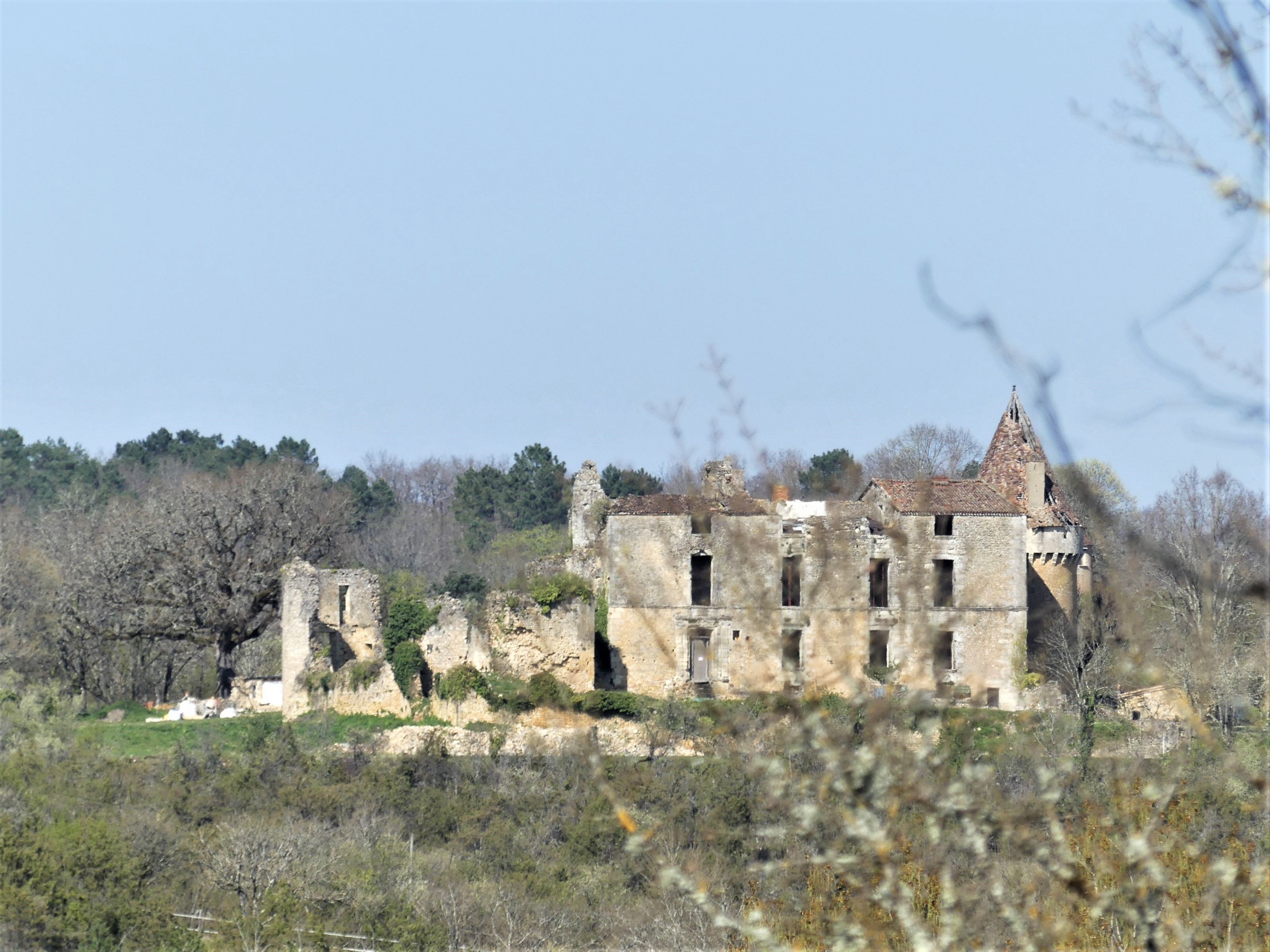
Le château de Longas.
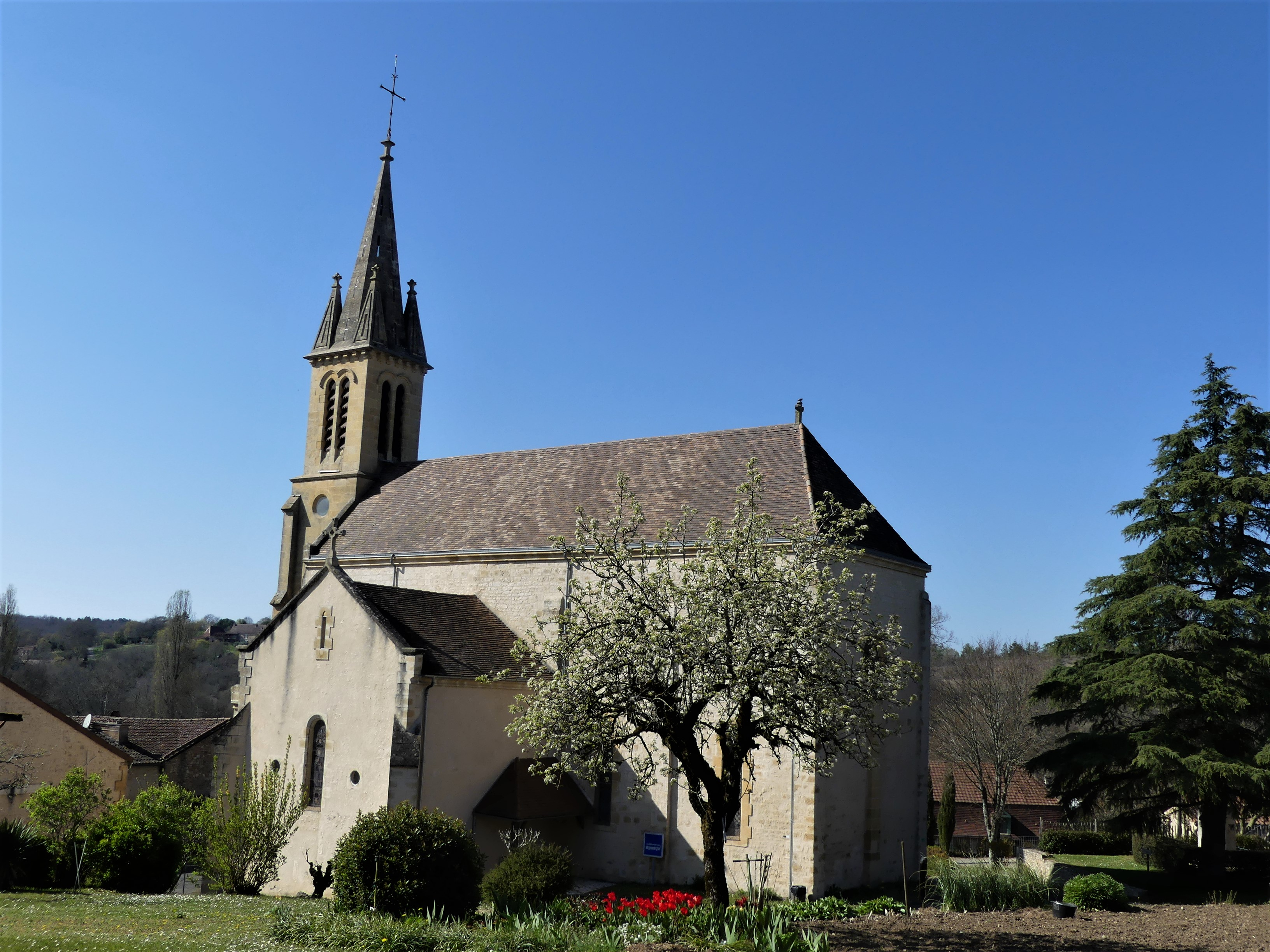
L'église Sainte-Foy.
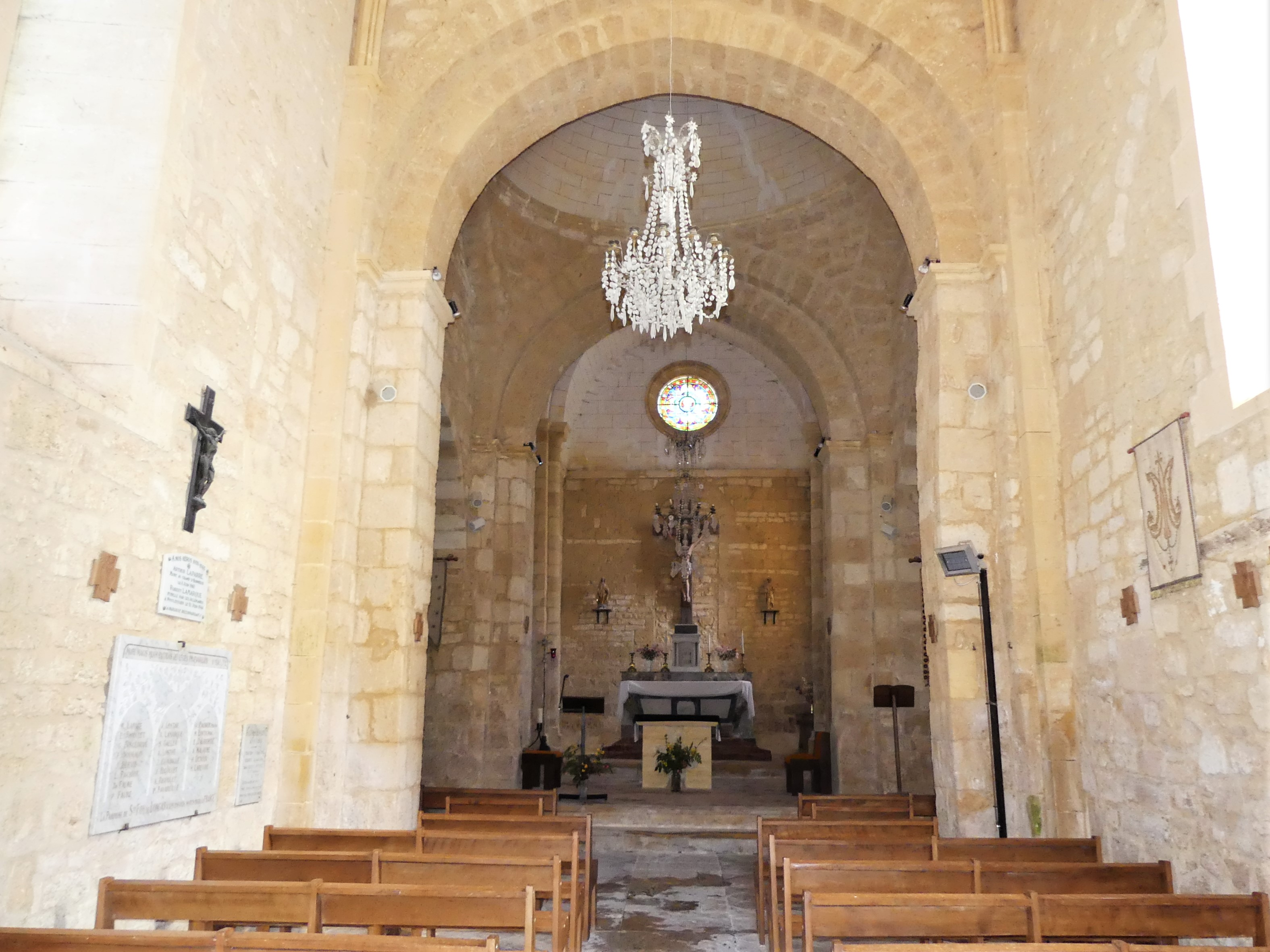
La nef.
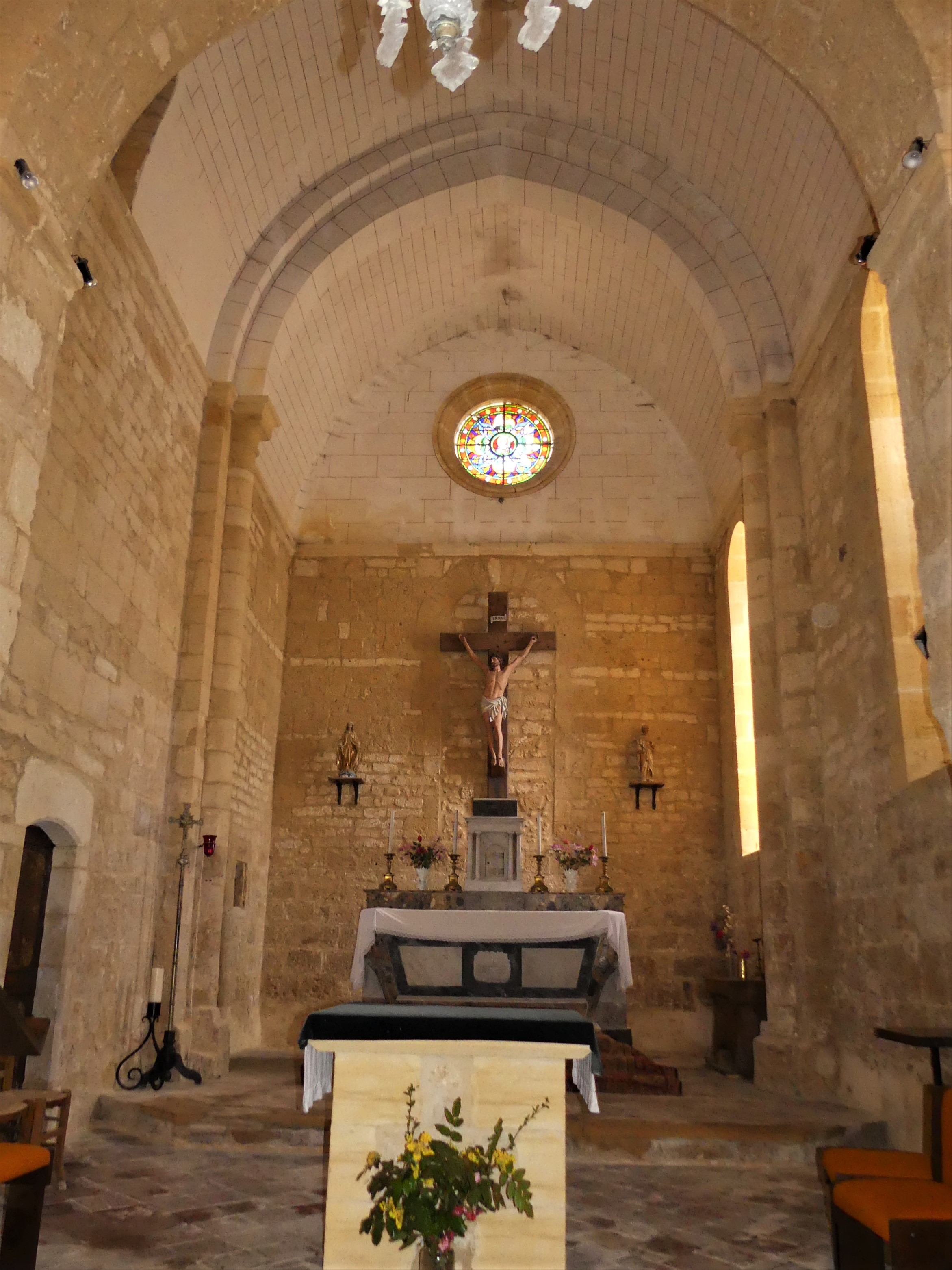
Le chœur.
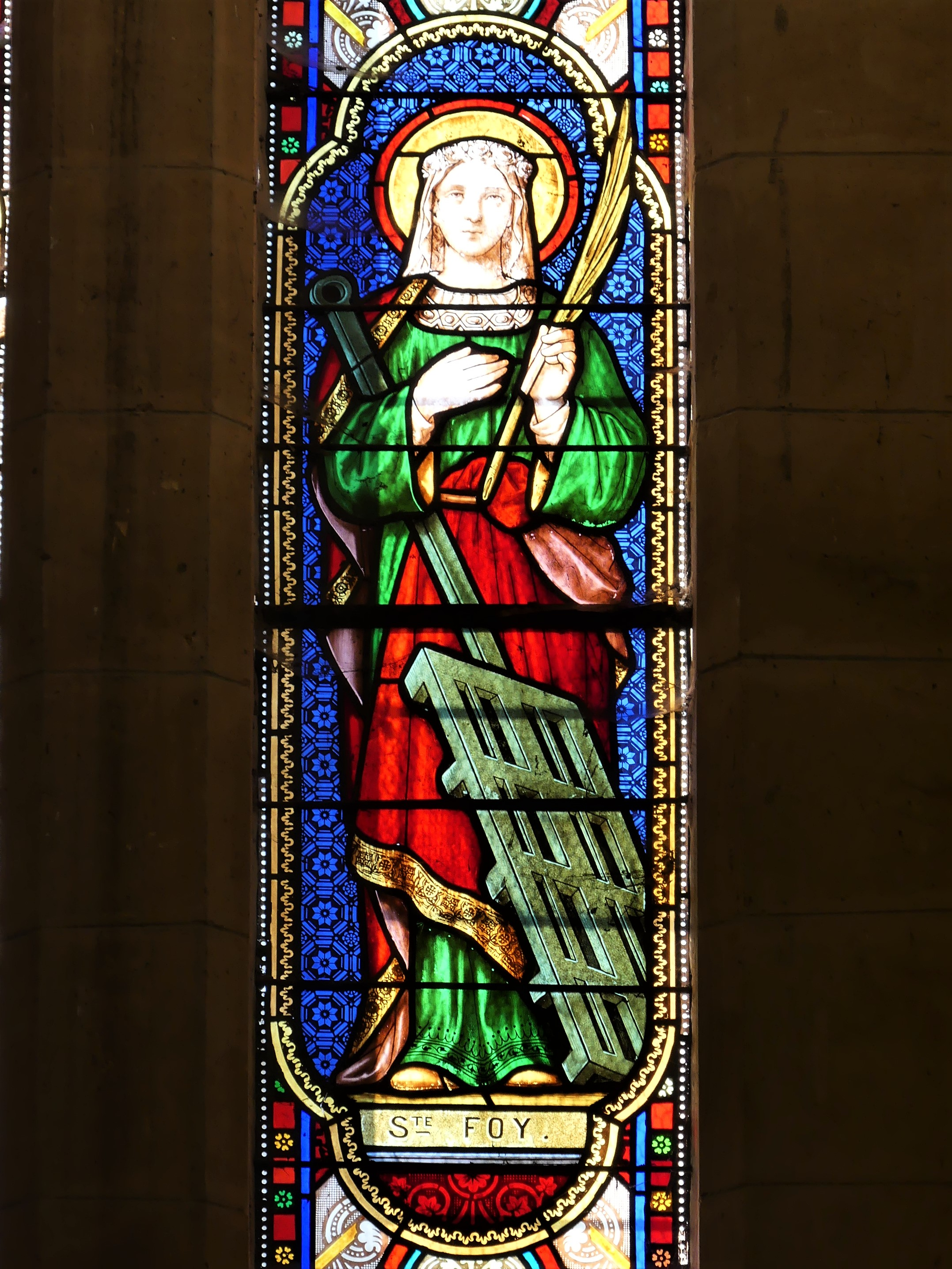
Vitrail représentant sainte Foy.
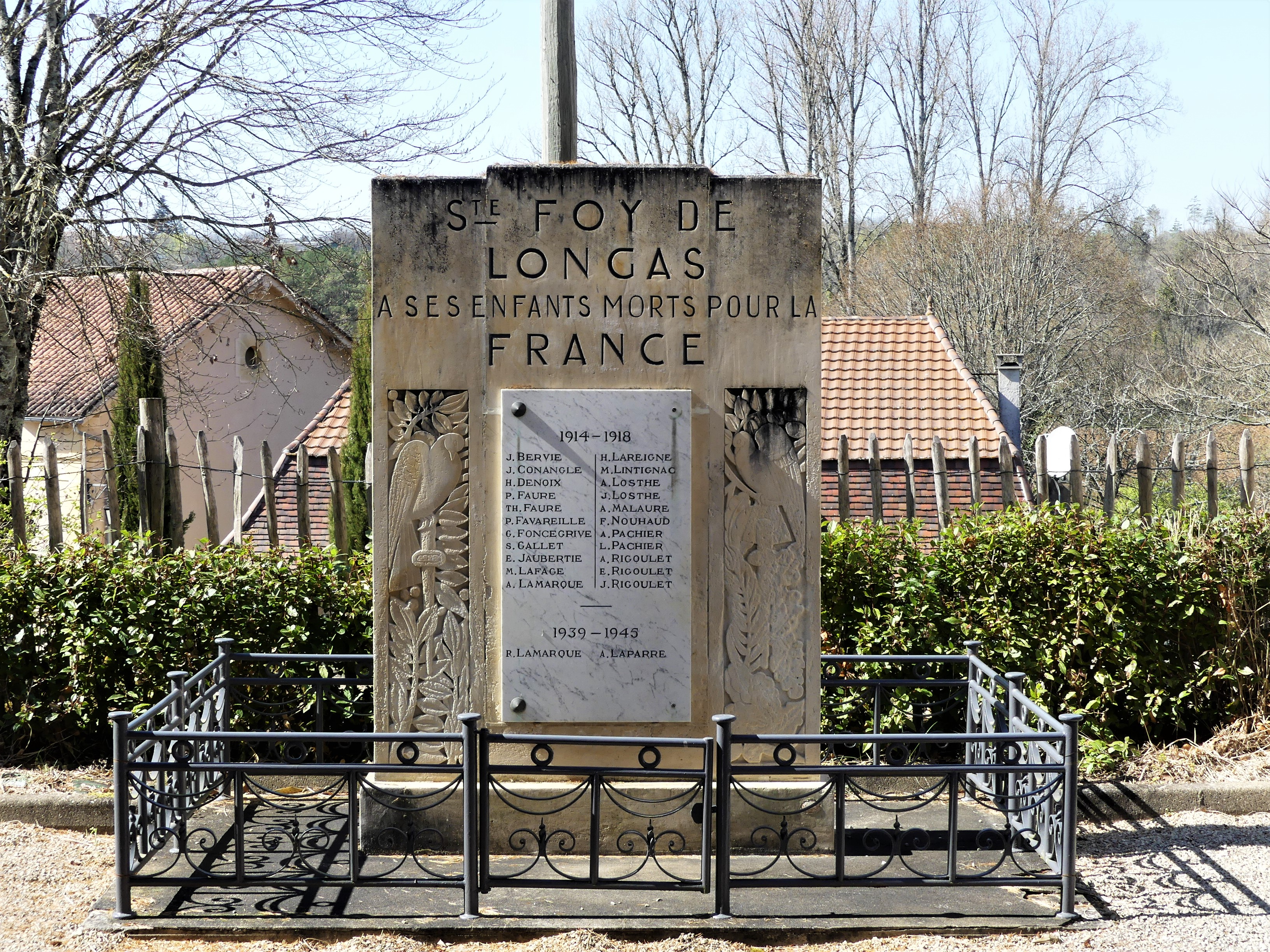
Le monument aux morts.
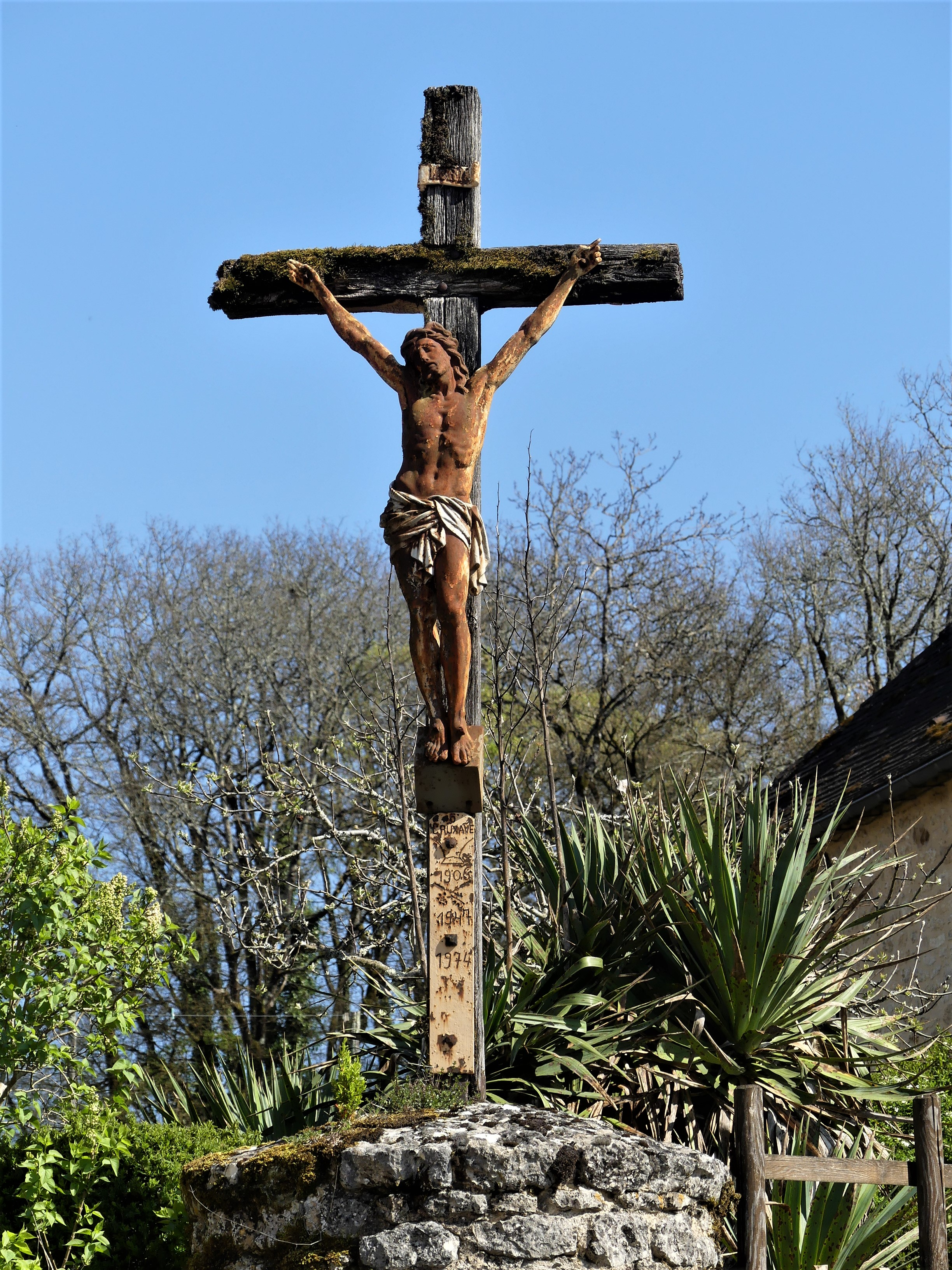
Crucifix dans le bourg.

### Personnalités liées à la commune
- Famille de Larmandie, marquis de Longua.

### Héraldique
| Blason de Sainte-Foy-de-Longas | Blason  | Parti : au 1er d'azur au chevalier à pied, armé de toutes pièces la visière levée tenant une épée haute d'argent garnie d'or, au 2d d'azur à trois fleurs de lys d'or, 2 et 1 accompagnées en cœur de deux bâtons alésés péris l'un en bande d'argent l'autre en barre de gueules brochant sur celui en bande. DeviseNomine et operibus fidelis (Dans mon nom et dans mes œuvres je suis fidèle) |
| Blason de Sainte-Foy-de-Longas | Détails | Parti des armes de la famille de Larmandie et de Bourbon-Marsange. Adopté par la municipalité. |

## Pour approfobdir